# Дорошенко Світлана Іванівна
Світлана Іванівна Дорошенко (нар. 09.03.1936 р. в с. Ушомир Коростенського р-ну Житомирської обл.) — український лікар-стоматолог, Доктор медичних наук (1991 р.), професор, академік Академії наук вищої школи України, Української академії наук.

## Біографія
Світлана Іванівна Дорошенко народилася 9 березня 1936 року у с. Ушомир Коростенського р-ну Житомирської обл. Закінчила фельдшерсько-акушерську школу (1953 р.) та Київський медичний інститут за спеціальність «Стоматолог». Трудову діяльність розпочала у 1959 р. З 1970 по 2005 р. — асистент, доцент кафедри ортопедичної стоматології. З 1993 по 2005 р. виконувала обов'язки головного позаштатного спеціаліста з ортодонтії Міністерства охорони здоров'я України. З 2007 р. обіймає посаду «Завідувач кафедри ортопедичної стоматології та ортодонтії» ПВНЗ «Київський медичний університет УАНМ»
Докторську дисертацію захистила в 1991 р.
Теоретичні доробки Світлани Дорошенко налічують понад 200 опублікованих праць. Основні напрямки наукових досліджень — етіологія, патогенез, клініка, діагностика, профілактика та лікування щелепно-лицьових аномалій та деформацій.
Світлана Іванівна є автором та співавтором підручника «Ортопедична стоматологія», чотирьох навчальних посібників: «Медицина дитинства», «Основи телерентгенографії», «Синдроми в ортодонтії», «Латеральна телерентгенографія», головним редактором журналу «Сучасна ортодонтія», членом редакційної ради журналу «Світ ортодонтії», членом спеціалізованої вченої ради стоматологічного факультету НМУ О. О. Богомольця, членом правління Асоціації ортодонтів України.

## Нагороди
- Почесні грамоти Міністерства охорони здоров'я України;
- медалі «До 1500-річчя Києва», «Ветеран праці»;
- золота, срібна та бронзова медалі ВДНГ СРСР;
- дипломи ІІ та І ступенів ВДНГ України;

### Досягнення
- Заслужений діяч науки і техніки України;
- Винахідник СРСР
- Відмінник охорони здоров'я СРСР